# Municipio de Grand River (condado de Adair)
El municipio de Grand River (en inglés: Grand River Township) es un municipio ubicado en el condado de Adair en el estado estadounidense de Iowa. En el año 2000 el municipio tenía una población de 177 habitantes y una densidad poblacional de 1,9 personas por km².

## Geografía
El municipio de Grand River se encuentra ubicado en las coordenadas 41°17′15″N 94°17′51″O / 41.28750, -94.29750..